# William Wallace Campbell
William Wallace Campbell (11. dubna 1862, Hancock County, Ohio, USA – 14. června 1938, San Francisco, USA) byl americký astronom a v letech 1900 až 1930 ředitel Lickovy observatoře. Specializoval se na spektroskopii.
Campbell byl průkopníkem spektroskopie v astronomii, měřil radiální rychlosti hvězd. V roce 1922 vedl expedici za slunečním zatměním v Austrálii, kde ho fotografoval. Data, která tato expedice získala, byla později využita pro podporu platnosti Einsteinovy teorie relativity.
Po Cambellovi byl pojmenován kráter Campbell na Měsíci, Campbell na Marsu a asteroid 2751 Campbell.

## Ocenění
- Medaile Henryho Drapera (1906)
- Zlatá medaile Královské astronomické společnosti (1906)
- Medaile Catheriny Bruceové (1915)